# Софийско метро (трети метродиаметър)
Третият диаметър на Софийското метро според Генералната схема за развитие на линиите на метрото, приета още през 1974 г., трябва да свързва югозападната със североизточната част на града. От тази линия са изградени части от трасето край гара Подуяне.

## Новата инициатива
До края на 2009 г., т.е. до началото на управлението на България от правителство начело с бившия кмет на гр. София Бойко Борисов, никой в публичното пространство не е повдигал въпрос за изменение на основни параметри в концепцията за проектирането и съответно изграждането на Трети метродиаметър. Единственото по-сериозно изменение от тази генерална схема е промяната на трасето на Първи метродиаметър, предвид влизането в експлоатация на изградения предходно тунел под бул. „Драган Цанков“.
Във връзка с изменението на Градоустройствения план на София (ОУП) от Столичната община излизат със съобщение, че Третият метродиаметър ще бъде изграден 80% наземно като леко метро и единствено през централната част на града трасето ще влиза под земята. Същата информация се качва и на обновения официален сайт на „Метрополитен“. През юни 2011 г. обаче гл. арх. на София Петър Диков заявява, че „...Трети метродиаметър ще е класическо метро с отделни открити части“.
В приетия на 16 декември 2009 г. нов ОУП трасето на Трети метродиаметър не съществува. Вместо това то е заменено с т.нар. „скоростен трамвай“. В медийни интервюта са използвани различни понятия: „скоростна железница“, „скоростен трамвай“, „лека железница“ и т.н., както и различни варианти на трасето, които обаче не съвпадат с трасето на проектантите на метрото по Генералната схема за развитие на линиите на метрото. По този начин са изоставени всякакви надежди, че гръбнакът на транспортната система в столицата ще се изгражда по разгърната метросистема.
Тази информация предизвиква публичен отзвук сред софийската общественост и не само. На практика, с този „нов проект“ или препроектиране, не се изменя, а се променя цялата метросхема, а чрез нея и общата транспортна схема в столицата. 

## Ново трасе
Трасето на Трети метродиаметър е заложено по проект от Генералната схема за развитие на линиите на метрото между кварталите „Левски“ и „Княжево“ и е предвидено да преминава подземно във варианта класическо метро под булевард „Ботевградско шосе“ и под железопътна гара Подуяне и централната градска част се свързва с югозападното направление към кв. „Княжево“.
На 27 октомври 2011 г. Експертният съвет по устройство на територията избира на практика изцяло ново трасе за третия лъч на метрото. Начална станция – бул. Ботевградско шосе, нататък, както следва: ж.к. Васил Левски, ж.к. Сухата река, ж.к. Стефан Караджа, ж.к. Хаджи Димитър, Военна академия „Георги Раковски“, Орлов мост, НДК, ж.к Хиподрума, ж.к. Белите Брези, ж.к. Красно село, ж.к. Овча купел. Промотира се, че метролинията ще прави връзка с жп линията София – Перник. Вариантът е избран между пет обсъждани, но по-късно също претърпява корекции.
През 2013 г. продължават промените във вече утвърденото трасе. Променено е и местоположението на депото – вместо за депо „Враждебна“ (недалеч от Летище София), вече се споменава депо „Земляне“.

## Нов тип градска железница
На практика новият проект не е за класическо метро (т.е. той няма да е съвместим с първите два изградени метродиаметъра в София). Не става ясно какъв е замисълът, след като в публичното пространство излизат най-разнообразни версии и наименования и за това „ново метро“: „скоростна железница“, „скоростен трамвай“, „лека железница“ и т.н.
С напредване на времето в началния етап на строителството става ясно, че все пак това ще бъде леко метро, с елементи на класическо.
Основните характеристики на лекото метро са запазени: по-чести станции, по-малки вертикални и хоризонтални криви, по-ниска скорост, олекотен подвижен състав и по-къси влакове. Те обаче са съчетани и с някои елементи на класическото метро: станциите не са дълги максимално 80 м, а са по 104 м. По-голяма част от трасето и станциите стават подземни, за разлика от първоначалните планове. Няма да има елементи на трамвай (лека железница), т.е. няма да е допустимо трасе, съвместяващо другите участници в движението (подобно на трамвайното), както и използването на жп линии като части от трасето.

## Проектиране
Проектът е възложен на чешката фирма „Метропроект“, а стойността на контракта възлиза на 3,336 млн. лв. и се финансира със средства от Европейския фонд за регионално развитие (ЕФРР) чрез оперативна програма „Транспорт“. Срокът за изпълнение е 30 месеца. Срокът за завършването му е до края на 2013 г.
Предвижда се през 2014 г. София да кандидатства за европейско финансиране за този изцяло нов проект, а началото на изграждането на Третия метродиаметър е заложено за края на 2014 г. или началото на 2015 г.
В края на 2013 г. на плановете за европейско финансиране почти е сложен кръст, след като става ясно, че проектът не е включен в ОП „Транспорт“. Съществува вероятност изграждането на централния участък (за който е необходимо повече технологично време, тъй като е подземен) да бъде финансирано по фонд „Регионално развитие“. В медиите се лансират идеи за закупуването на VAL подвижен състав (с гумирани колела), но все още не са ясни видът подвижен състав и видът на предвидената автоматика, като част от изготвения проект.

## Метростанции според старата/историческа схема
- Княжево – на бул. „Цар Борис III“ при пл. „Св. Пророк Илия“ в кв. „Княжево“
- Цар Борис III – на кръстовището на бул. „Цар Борис III“ и бул. „Околовръстен път“ при кв. „Карпузица“
- Славия – на кръстовището на бул. „Цар Борис III“ и бул. „Овча купел“ при ж.к. „Славия“
- Гоце Делчев – на кръстовището на бул. „Цар Борис III“ и бул. „Гоце Делчев“ при ж.к. „Хиподрума“
- Акад. Иван Гешов – на кръстовището на бул. „Цар Борис III“ и бул. „Акад. Иван Гешов“ при ж.к. „Лагера“
- Генерал Тотлебен – на кръстовището на бул. „Генерал Тотлебен“ и бул. „Пенчо Славейков“ при ж.к. „Крива река“
- НДК – на кръстовището на бул. „Патриарх Евтимий“ и бул. „Витоша“ при НДК (възлова с Линия 2)
- Орлов мост – на кръстовището на бул. „Евлоги и Христо Георгиеви“ с бул. „Цариградско шосе“ при Орлов мост (възлова с Линия 1)
- Евлоги и Христо Георгиеви – на кръстовището на бул. „Евлоги и Христо Георгиеви“ и бул. „Мадрид“
- Подуяне – на кръстовището на бул. „Данаил Николаев“ и бул. „Ботевградско шосе“ при гара „Подуене“
- Ботевградско шосе – на бул. „Ботевградско шосе“ при пощенската станция в ж.к. „Сухата река“
- Васил Левски – на кръстовището на бул. „Ботевградско шосе“ и ул. „Летоструй“ в кв. „Васил Левски“

## Окончателен проект
В началото на 2016 г. започва строителството на Третия метродиаметър на Софийското метро.
Към 2016 г. строителството на Третия метродиаметър продължава, като технологията е за класическо метро с високо разположено електроподаване. В строеж са всички метростанции в централния участък, плюс няколко на запад и изток от централната част на града. Третият диаметър на Софийското метро ще е с общо 23 метростанции, основната линия е с общо 16 метростанции, а източното разклонение е с обща дължина на трасето около 6 км и с общо 7 метростанции. Предвижда се южно отклонение от третия лъч към квартал „Борово“, но все още не е уточнено точно къде ще бъдат метростанциите. Движението на влаковете е напълно автоматизирано и те работят без машинист в кабината на влака, но все още има човек на влака, който да следи движението. Всички станции на третия лъч имат автоматични портални платформи. Монтирани са такива и на две стари станции – „Опълченска“ и „Стадион „Васил Левски““.
Основна линия с общо 16 метростанции, които са:
- Ботевградско шосе – на пресечката на бул. „Ботевградско шосе“ и бул. „Източна тангента“ – отпаднала
- Ген. Владимир Вазов – на пресечката на бул. „Владимир Вазов“ с ул. „Поп Грую“ между ж.к. „Левски В“ и ж.к. „Левски Г“ – в строеж от 20 март 2022 г.
- Витиня – на пресечката на бул. „Владимир Вазов“ с ул. „Резбарска“ и ул. "Витиня"  при ж.к. „Сухата река“ – в строеж от 20 март 2022 г.
- Стадион „Георги Аспарухов" – на пресечката на бул. „Владимир Вазов“ с бул. „Васил Кънчев“ при ж.к. „Стефан Караджа“ – в строеж от 20 март 2022 г.
- Хаджи Димитър – на пресечката на бул. „Владимир Вазов“ с ул. „Ильо Войвода“ при ж.к. „Хаджи Димитър“ – в експлоатация от 26 август 2020 г.
- Театрална – на пресечката на бул. „Евлоги и Христо Георгиеви“ с бул. „Янко Сакъзов“ при парка „Заимов“, в експлоатация от 26 август 2020 г.
- Орлов мост – на пресечката на бул. „Евлоги и Христо Георгиеви“ с бул. „Цариградско шосе“ при пл. „Орлов мост“, възлова с Линия 1 – в експлоатация от 26 август 2020 г.
- Св. Патриарх Евтимий – на пресечката на бул. „Васил Левски“ с бул. „Патриарх Евтимий“ при кино „Одеон“ – в експлоатация от 26 август 2020 г.
- НДК – на пресечката на бул. „Патриарх Евтимий“ с бул. „Витоша“ при НДК, възлова с Линия 2 – в експлоатация от 26 август 2020 г.
- Медицински университет – на пресечката на бул. „Св. Георги Софийски“ с бул. „Пенчо Славейков“ при Медицинска академия – в експлоатация от 26 август 2020 г.
- Бул. България – на пресечката на бул. „Иван Гешов“ с бул. „България“ при ж.к. „Хиподрума“ и ж.к „Белите брези“ – в експлоатация от 26 август 2020 г.
- Бул. Цар Борис III / Красно село – на пресечката на бул. „Цар Борис III“ с бул. „Гоце Делчев“ при ж.к. „Красно село“ – в експлоатация от 26 август 2020 г.
- Овча купел – на пресечката на бул. „Президент Линкълн“ с бул. „Овча купел“ при ж.к. „Овча купел 1“ – в експлоатация от 24 април 2021 г.
- Мизия/НБУ – на пресечката на бул. „Монтевидео“ с бул. „Западна тангента“ в ж.к. „Овча купел 1“ – в експлоатация от 24 април 2021 г.
- Овча купел 2 – на ул. „Централна“ при МБАЛ Доверие в ж.к. „Овча купел 2“ – в експлоатация от 24 април 2021 г.
- Горна баня – на пресечката на ул. „Централна“ с ул. „Бойчо Бойчев“ при кв. „Горна баня“, възлова с ж.п. линията София – Перник – Кулата – в експлоатация от 24 април 2021 г.

Източно разклонение с обща дължина на трасето около 6 км и 7 метростанции, които са:
- МС „Ситняково” – на пресечката на бул. „Ситняково“ с ул. „Гео Милев“ при Националния военноисторически музей – в строеж от 27 ноември 2023 г.
- МС „Гео Милев” – на пресечката на ул. „Гео Милев“ с ул. „Николай Коперник“ при ж.к. „Гео Милев“ – в строеж от 27 ноември 2023 г.
- МС „Слатина”– на пресечката на ул. „Гео Милев“ с ул. „Иван Димитров - Куклата“ при ж.к. „Слатина“ и ж.к. „Христо Смирненски“ – в строеж от 27 ноември 2023 г.
- МС „Шипченски проход” – на пресечката на бул. „Асен Йорданов“ с бул. „Шипченски проход“ при спортен комплекс „ЦСКА Червено знаме“ – в строеж от 27 ноември 2023 г.
- МС „Арена София/София Тех Парк” – на бул. „Асен Йорданов“ при спортна зала „Арена София“ – в строеж от 27 ноември 2023 г.
- МС „Окръжна Болница/Цариградско Шосе” – под южното локално платно на бул. „Цариградско шосе“ между ул. „Димитър Моллов“ и бул. „Йерусалим“ при Окръжна болница „Св. Анна“ и кв. „Полигона“ – в строеж от 27 ноември 2023 г.

Промемени имена от Март 2025 след заседание на СОС от 25.03.2025 год 

## Строителство
Строителството на третия метродиаметър се осъществява на три етапа:
1. От метростанция 6 до метростанция 12, включително метродепо Земляне – първоначално, което започва на 1 февруари 2016 г. с продължителност 42 месеца, т.е. до 1 август 2019 г., когато този първи подземен и най-труден за изграждане подучастък трябва да е готов за експлоатация.[18]
2. След метродепо Земляне, т.е. от метростанция 13 до метростанция 16 – предвидено е изграждането му да стартира през есента на 2016 г., като тръжните процедури за възлагане на строителството му започват през март 2016 г. Строителството на този подучастък е предвидено да приключи през първото полугодие на 2019 г., т.е. преди първия подучастък.[19]
3. От метростанция 1 до метростанция 5, включително. Този трети подучастък е предвидено да се изгражда последен, понеже е сравнително най-лесно строителството му. За изграждането вече е осигурено финансиране.[20]

## Изграждане
Изграждането на Третия метродиаметър започва на 20 януари 2016 г.
Първият етап включва строежа на 8 км подземна железница с 8 метростанции. Осигуреното финансиране е в размер на 491 млн. по оперативна програма „Транспорт“ на ЕС и 90 млн. национално съфинансиране, което е разчетено за достатъчно за участък, свързващ 12 метростанции от общо 16 предвидени.
На 27 февруари 2017 г. тунелопробивната машина започва работа по изкопа на тунелите.
На 23 юни 2017 г. започва работа по четирите станции в ж.к. „Овча купел“.
На 10 август 2020 г. започват пробните тестове по четирите станции в ж.к. „Овча купел“
На 26 август 2020 г. метролиния М3 влиза в експлоатация между станциите „Бул. Цар Борис III / Красно село“ и „Хаджи Димитър“.
От декември 2020 г. до началото на Април 2021 г. се правят софтуерни тестове за свръзка по 4-те станции в ж.к. „Овча купел“.
На 24 Април 2021 г. с церемониално откриване на МС Мизия / НБУ, която се намира в ж.к. „Овча купел 1“ се пускат в експлоатация останалите 4 станции в „Овча купел“.
На 21 Март 2022 г. започва строителството на участъка от „Хаджи Димитър“ до „Левски“.
На 6 Януари 2024 г. започва строителството на участъка от „Орлов Мост" до „Слатина" (отклонението на линия М3, бъдеща линия М6). 